# Cineraria
Cineraria actualment es tracta com un gènere de plantes amb flors dins la família asteràcia. És natiu del sud d'Àfrica. Les espècies són herbàcies i petits arbusts. Sovint són usades com plantes ornamentals. En temps passats aquest gènere es considerava en sentit ampli incloent un nombre d'espècies de les Illes Canàries i Madeira que ara es troben al gènere Pericallis, incloent-hi la planta de jardí Pericallis x hybrida.

## Taxonomia
- Cineraria abyssinica Sch.Bip. ex A.Rich.
- Cineraria albicans N.E.Br.
- Cineraria alchemilloides DC.
- Cineraria anampoza (Baker) Baker
- Cineraria angulosa Lam.
- Cineraria aspera Thunb.
- Cineraria atriplicifolia DC.
- Cineraria austrotransvaalensis Cron
- Cineraria canescens J.C.Wendl. ex Link
- Cineraria cyanomontana Cron
- Cineraria decipiens Harv.
- Cineraria deltoidea Sond.
- Cineraria dryogeton Cron
- Cineraria erodioides DC.
- Cineraria erosa (Thunb.) Harv.
- Cineraria geifolia (L.) L.
  - Othonna geifolia L.
- Cineraria geraniifolia DC.
- Cineraria glandulosa Cron
- Cineraria grandibracteata Hilliard
- Cineraria huilensis Cron
- Cineraria lobata L'Hér.
- Cineraria longipes S.Moore
- Cineraria lyratiformis Cron
  - Cineraria lyrata DC.
- Cineraria magnicephala Cron
- Cineraria mazoensis S.Moore
- Cineraria mollis E.Mey. ex DC.
- Cineraria ngwenyensis Cron
- Cineraria parvifolia Burtt Davy
- Cineraria pinnata O.Hoffm. ex Schinz
- Cineraria platycarpa DC.
- Cineraria pulchra Cron
- Cineraria saxifraga DC.
- Cineraria vagans Hilliard
- Cineraria vallis-pacis Dinter ex Merxm.[1][2][3][4]